# Cocody
Cocody är en kommun och stadsdel i östra Abidjan, den största staden i Elfenbenskusten. Folkmängden uppgår till närmare 700 000 invånare.